# Cirrophorus magdalenaensis
Cirrophorus magdalenaensis is een borstelworm uit de familie Paraonidae. Het lichaam van de worm bestaat uit een kop, een cilindrisch, gesegmenteerd lichaam en een staartstukje. De kop bestaat uit een prostomium (gedeelte voor de mondopening) en een peristomium (gedeelte rond de mond) en draagt gepaarde aanhangsels (palpen, antennen en cirri).
Cirrophorus magdalenaensis werd in 2006 voor het eerst wetenschappelijk beschreven door de Leon-Gonzalez, Guevara & Rodriguez-Valencia.